# Wat Chiang Man

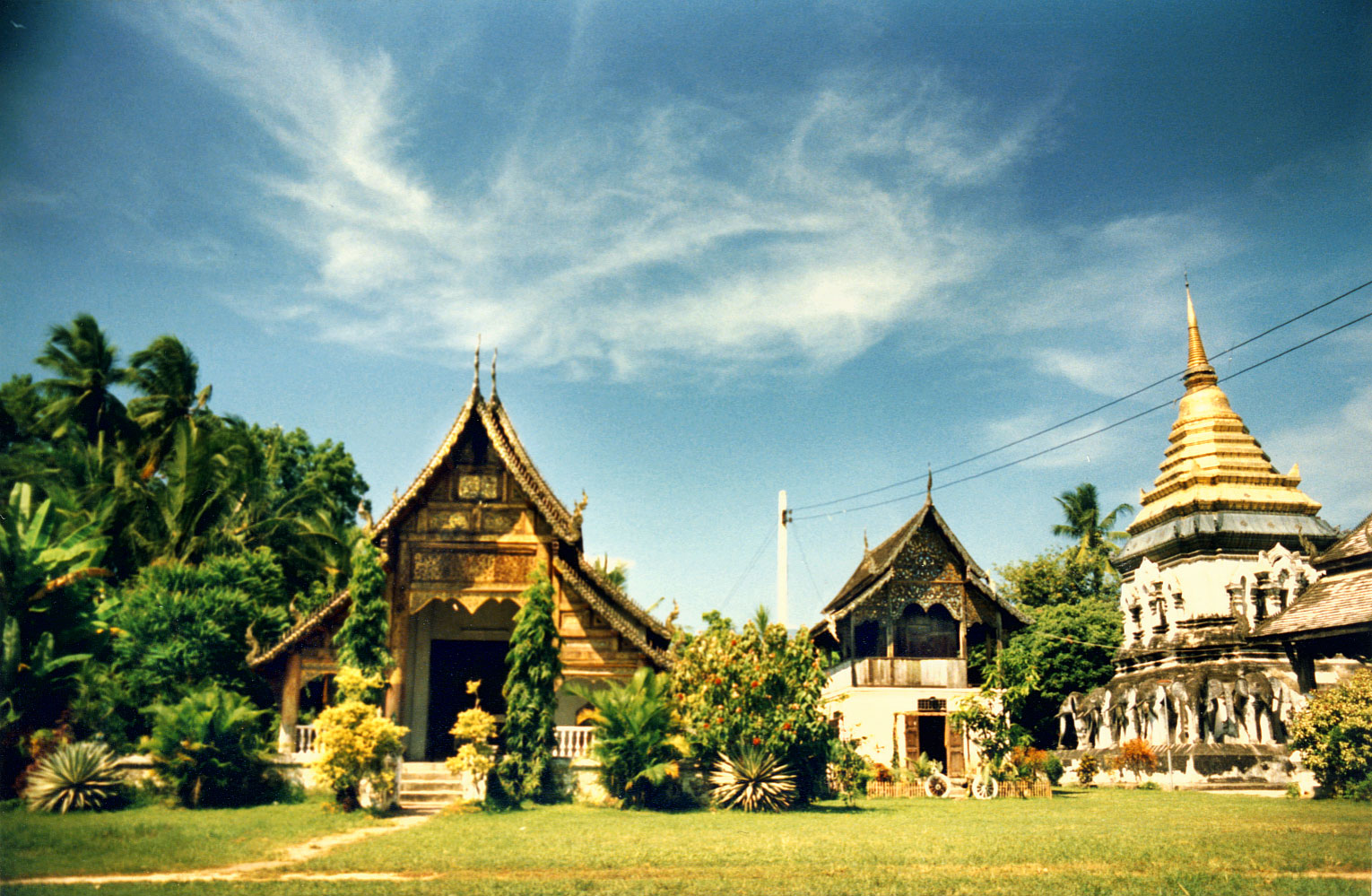
Wat Chiang Man (1986)

Wat Chiang Man (Thai: วัดเชียงมั่น – etwa: Kloster der befestigten Stadt; im engl. Sprachgebrauch auch: Wat Chiang Mun) ist ein buddhistischer Tempel (Wat) im Zentrum von Chiang Mai, Nordthailand.
Wat Chiang Man wurde 1297 als erster Tempel von Chiang Mai an der Stelle erbaut, an der König Mangrai sein Lager aufgeschlagen hatte, um den Bau seiner neuen Hauptstadt zu überwachen.
Das älteste Gebäude des Tempelbezirks ist die Chedi Chang Lom („von Elefanten gestützte Chedi“): auf einem zweistöckigen, kubischen Unterbau steht die vergoldete Spitze im typischen Lanna-Stil. Rund um den Sockel stehen fünfzehn lebensgroße Elefantenstatuen, von denen die vordere Hälfte zu sehen ist. Sie scheinen das Bauwerk auf ihren Rücken zu tragen.
In der Nähe befindet sich ein Lotus-Teich, eine auf einem Ziegel-Sockel erbaute hölzerne Bibliothek (Ho Trai) und ein Ubosot. Vor dem Ubosot ist eine Stein-Stele aufgestellt, die auf das Jahr 1581 datiert werden kann. Diese Stele stellt den ältesten Nachweis für die Gründung von Chiang Mai dar: der 12. April 1296 um 4 Uhr morgens. Auf der Stele ist auch vermerkt, dass der Ubosot von König Mangrai erbaut worden ist, und Phya Saen Luang ihn 1571 restaurieren ließ. Das heutige Gebäude stammt wohl aus dem 19. Jahrhundert.
Vor der Chedi stehen zwei Wihan neueren Datums. Auch diese Gebäude haben tief heruntergezogene Staffeldächer, wie es für Gebäude in Lanna-Tempeln typisch ist. Der größere Wihan wurde in den 1920er Jahren vom berühmten Mönch Kru Ba Srivichai renoviert. Vor der Haupt-Buddha-Statue befindet sich eine stehende Buddha-Statue, die eine Almosenschale in den Händen trägt. Auf dem Sockel dieser 176 cm hohen Figur ist die Jahreszahl 1465 eingraviert, sie ist somit die älteste Statue des Lanna-Reiches. Sie ist außerdem die erste Statue Thailands, bei der der Buddha mit einer Almosenschale dargestellt ist.
Im kleineren Wihan im Norden des Tempelbezirks stehen zwei kleine, aber sehr wertvolle Buddha-Statuen. Die „Phra-Sila-Statue“ ist ein im Relief dargestellter, schreitender Buddha. Sie ist etwa 30 cm hoch und soll im 8. Jahrhundert aus Ceylon hierher gebracht worden sein. Phra Sila soll außerdem in der Lage sein, Regen zu bringen. Aus diesem Grund ist er in jedem Jahr zum Songkran-Fest der Mittelpunkt der Feierlichkeiten.
Die zweite berühmte Statue heißt „Phra Setang Khamani“, ist etwa 10 cm hoch und besteht aus weißem Bergkristall. Daher heißt sie auch „Phra Kaeo Khao“ („Statue aus weißem Kristall“). Diese Statue wurde von Königin Chamadevi aus Lop Buri mitgebracht, als sie den Thron des Königreiches von Hariphunchai bestieg. Die Statue soll die Brandschatzung von Lamphun durch König Mangrai überlebt haben. Man glaubt seitdem, dass sie vor Desastern schützen kann. König Mangrai brachte sie dann nach Chiang Mai und stellte sie im Wat Chiang Man auf. Der goldene Thron der Statue wurde 1874 von einem Prinzen gestiftet.
Sowohl Phra Sila als auch Phra Setang Kamani stellen für die Bewohner von Chiang Mai ein Heiligtum (Palladion) dar, welches die Stadt beschützt. Sie befinden sich daher in einer vergitterten Nische.

## Eindrücke vom Tempelgelände

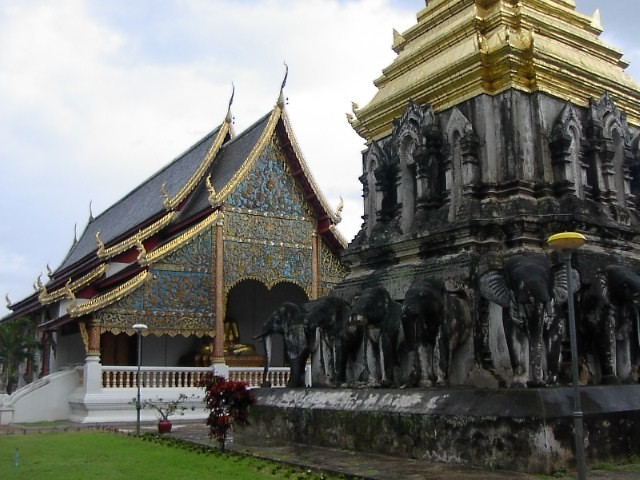
Chedi und Wihan des Wat Chiang Man
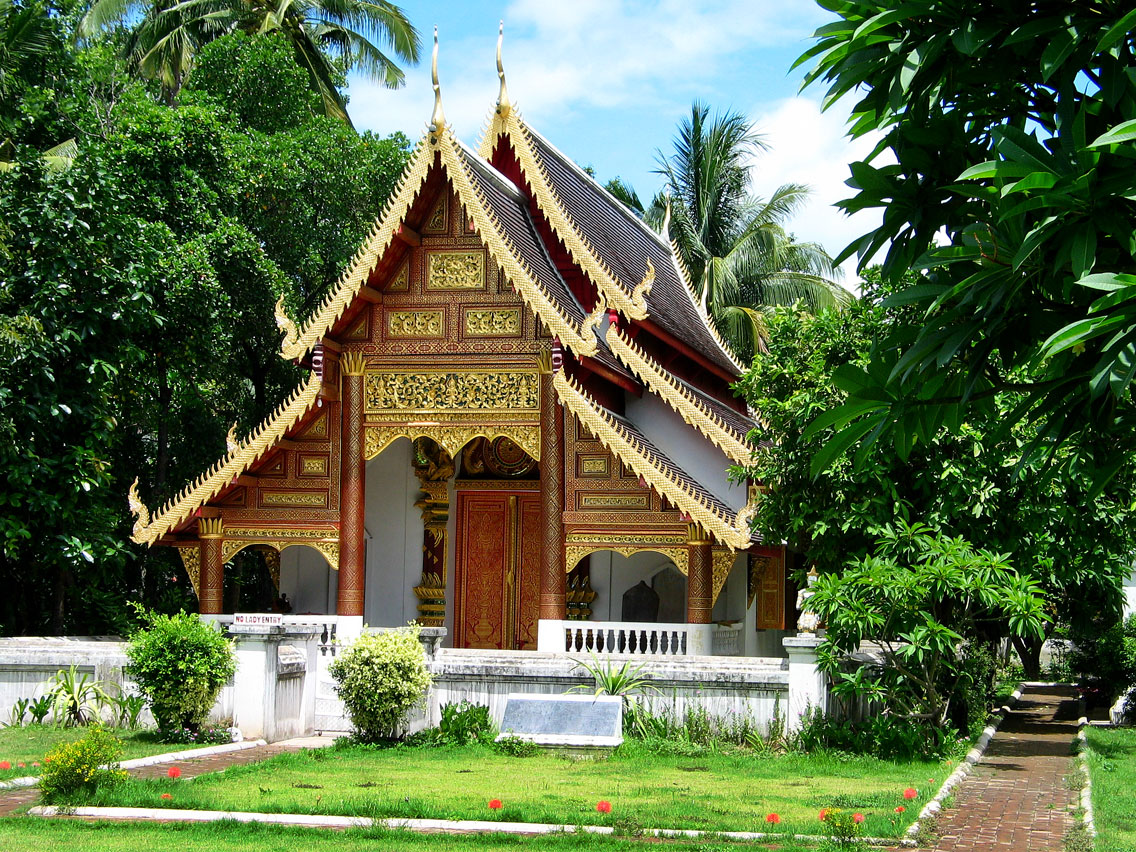
Ubosot
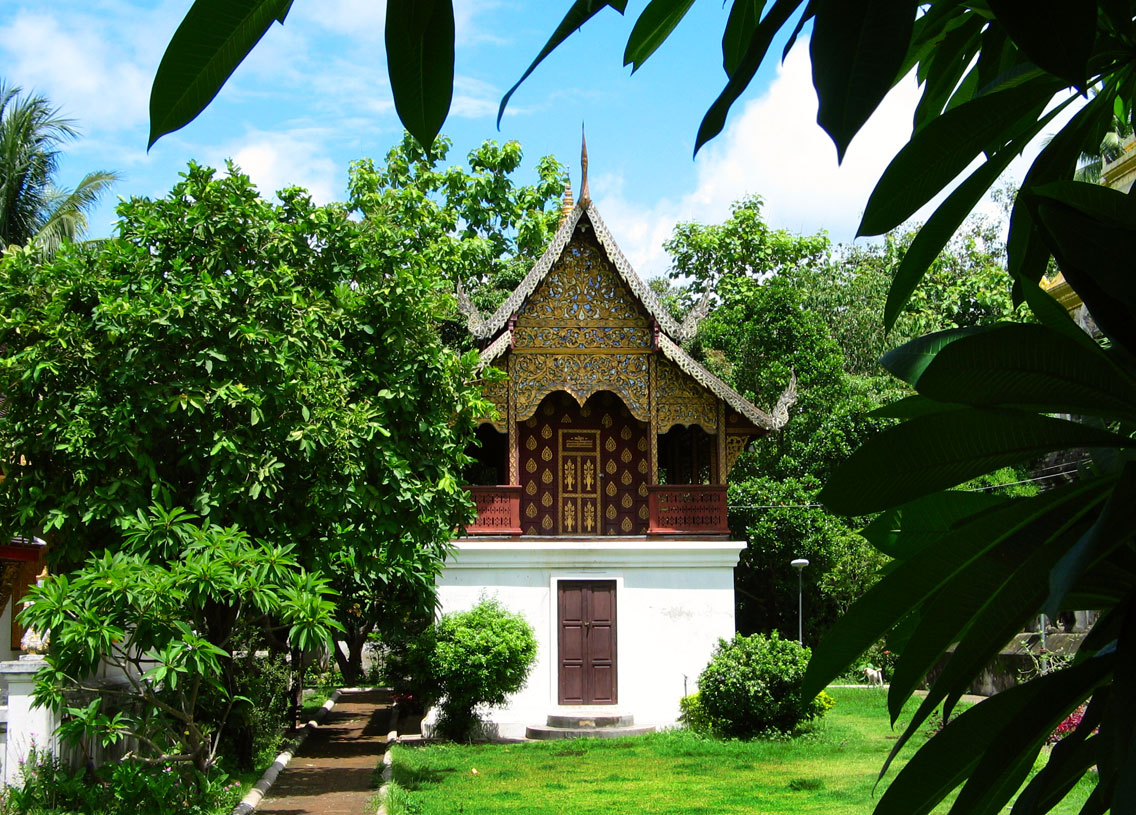
Hor Trai (Bibliothek)
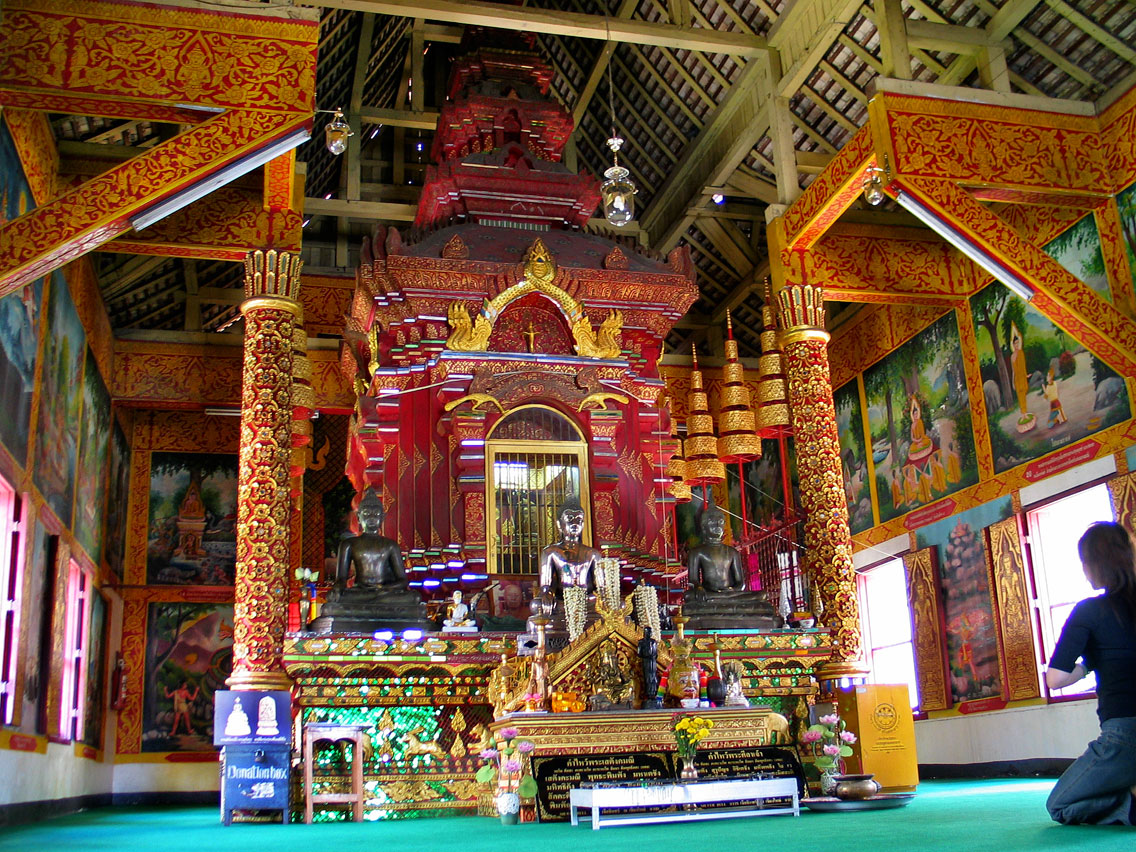
Wihan: hinter dem vergitterten Fenster in der Mitte befindet sich die Phra-Sila-Statue